# École secondaire publique de La Salle
L'École secondaire publique de La Salle est une école du Conseil des écoles publiques de l'Est de l'Ontario. L'école est située à Ottawa, Ontario et elle accueille les élèves de la 7e à la 12e année. 

## Histoire
L'école secondaire publique de La Salle a ouvert ces portes à l'automne 1971. Le directeur à l'époque est le Frère Maurice Lapointe. Les premiers élèves étaient ceux du couvent du Mont St-Joseph, du couvent de la rue Rideau (établissements pour filles) et de l'Académie de La Salle (garçons). Tout comme cette dernière, l'école de La Salle est nommée en l'honneur de Saint Jean-Baptiste de La Salle. 

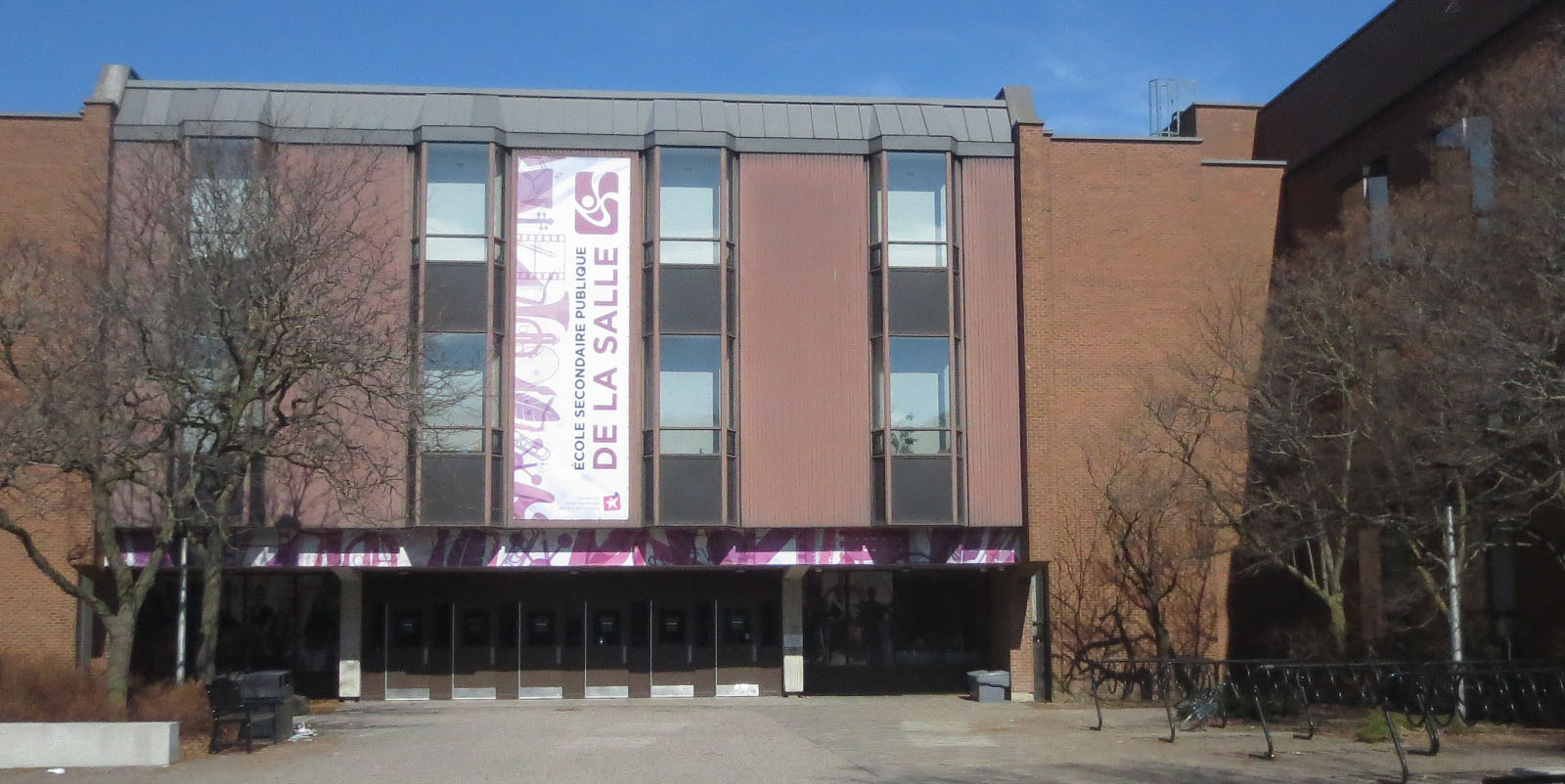
La façade de l'école en 2020.

Le logo de l'école, choisi à la suite d'un concours ouvert aux élèves de l'établissement en 1974-1975, a été dessiné par Monique Poirier, élève de 12e année. Il représente les initiales de l'école (DLS) et fait référence aux sports (le rond d'un ballon), aux connaissances (le livre ouvert) et à la joie de vivre (le sourire d'un clown) qui, d'après son auteure, est tout ce dont une école a besoin pour réussir à transmettre son savoir.
En 1982, un comité d'études recommande la création d'un centre d'enrichissement pour les élèves surdoués. Le comité recommande d'ailleurs que le centre soit créé et intégré à de La Salle. C'est donc en 1983 que de La Salle ouvre son Centre de douance et son Centre d'excellence artistique. L'école devient la première en Ontario à offrir ces deux programmes en français.
En 2003, l'École secondaire publique de La Salle a ouvert ses portes aux élèves de 7e et 8e années à la suite des décisions des deux principaux conseils francophones d'Ottawa de fermer les écoles intermédiaires pour intégrer ses élèves a plusieurs écoles secondaires.
En 2019, débutent des travaux d'agrandissement de l'école qui permettront l'ajout de huit nouvelles salles de classe, deux studios professionnels, un gymnase en plus d'une salle de musculation. Ce projet se terminera en 2021. Le réaménagement de la cour d’école, dans laquelle se trouve un terrain de soccer et une piste d’athlétisme, en plus de la modernisation de l’auditorium sont aussi prévus..

## Centre d'excellence artistique
Le Centre d'excellence artistique de l'École secondaire publique de La Salle regroupe huit concentrations reliées aux arts de la 9e à la 12e année. Les concentrations sont :
- Arts visuels et médiatiques[2]
- Musique - Vents et percussions[2]
- Musique - Cordes[2]
- Musique vocale[2]
- Écriture et création littéraire[2]
- Théâtre[2]
- Danse (comprend le ballet classique et la danse contemporaine)[2]
- Cinéma et télévision[2]

Le Centre d'excellence artistique est la fierté de de La Salle, puisqu'il a remporté plusieurs prix et concours. Récemment, l'ensemble vocal senior de La Salle a remporté la première place au 16e Concours national de musique vocale de la Société Radio-Canada et a été invité récemment ainsi que la Chorale senior de La Salle à donner des concerts à l'ambassade du Canada au Japon.

## Centre de douance
Le Centre de douance de de La Salle est étroitement lié avec l'école, tout en gardant une structure bien à elle. Selon le site web de l'école, "(…) son programme pédagogique et sa structure lui permettent d'offrir des cours axés sur les besoins particuliers d'un groupe homogène. Il donne l'occasion aux élèves, par une interaction quotidienne, de partager leurs intérêts particuliers, leur goût de l'étude et leur souci de l'excellence. "

## Étudiants connus
- Nicolas Dromard - Chanteur et acteur (sur Broadway)
- Marie-Maude Denis - Journaliste à Radio-Canada
- Mehdi Cayenne - Musicien
- Leif Vollebekk - musicien
- Mireille Asselin - Soprano au Metropolitan Opera
- Steffi DiDomenicantonio (en) - Participante à Canadian Idol
- Mike Sutherland - Joueur des Renegades d'Ottawa
- Noémie Godin-Vigneau- Comédienne
- Mireille Eid -  Miss Canada International 2000 (en)
- Graham Fox - Président de l'Institut de recherche en politiques publiques et boursier Loran
- Simon Lalande - Président de l'AFO en 2005-2006
- Constant Bernard - Chanteur, - Participant à Canadian Idol
- Victor DeConick - Musicien
- Pierre-Luc Lafontaine - Acteur
- Anik Aubé - Miss Teen Ottawa 2004
- Sophie Piché - Miss Teen Ottawa 2008
- Antonio Seccareccia - Écrivain, compositeur et musicien.
- Mike Ross - Animateur et producteur, NHL Home Ice, radio satellite XM.
- Dan Boyle - Défenseur des Sharks de San José
- Marc Methot - Défenseur des Sénateurs d'Ottawa
- Denis Forest - Acteur
- Vincent Poirier - acteur et animateur